# YBO2

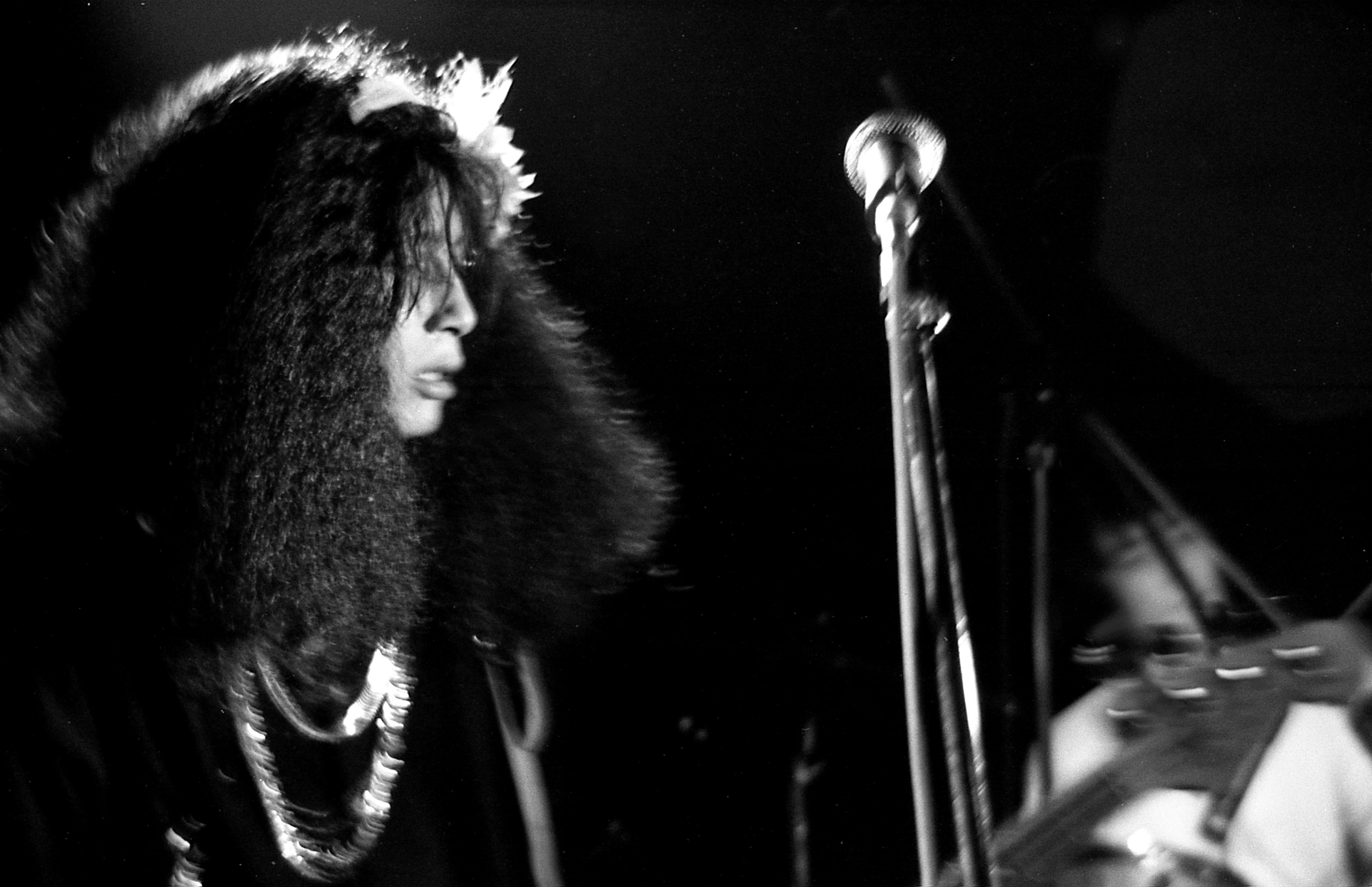

YBO2(ワイビーオーツー、イボイボ)는 일본의 록 음악 밴드이다. 처음엔 이보이보라고 부르다가 이후 YBO2라고 통일시켰다. 2는 지수처럼 작게 써야한다.

## 개요
잡지 Fool's Mate를 창간하고 초대 편집장을 하던 키타무라 마사시가 84년 결성했다. 키타무라는 자신의 레이블 트랜스 레코드를 통해 싱글들과 1, 2집을 연속으로 발매한다.
변박자 등을 써서 복잡한 구성의 악곡을 연주하여 디스 히트의 영향력이 느껴지는가 하는 일본 인디의 대표적 밴드 중 하나이다. 인기도 조금 있어서 트랜스 레이블을 좋아하는 팬들을 지칭하는 트랜스걸이라는 표현이 있을 정도였다.
90년부터 00년까지 활동을 쉬다가 재개했는데 리더인 키타무라가 06년에 젊은 나이로 사망한다.

## 음반
- ALIENATION（1986年） - 1stアルバム
- KINGDOM OF FAMILIYDREAM（1986年） - 2ndアルバム
  - Whole Lotta Live Bootleg（1987年） - ライブ・アルバム
- Pale Face, Pale Skin（1988年） - 3rdアルバム（2枚組）
- STARSHIP（1989年6月21日） - メジャーデビューアルバム
  - Greatest Hits Vol. 1（1992年3月30日） - ベスト・アルバム
  - Greatest Hits Vol. 2（1994年10月25日） - ベスト・アルバム
  - マイ・レスト・プレイス・ライヴ（1992年3月30日） - ライブ・アルバム
  - ライヴ・ブートレグ（1993年3月15日） - ライブ・アルバム、1987年版の再発、ボーナス・トラック収録
  - 大蜩琳/DEIJCHU-LING（2000年） - ライブ・アルバム
- YBO2 BOX（2016年8月24日） - CD「KINGDOM OF FAMILIYDREAM」「WHOLE LOTTA LIVE BOOTEG」「光の国」「pale skin,pale face」「ALIENATION」「太陽乃皇子」「未発表LIVE-1」「未発表LIVE-2」とDVD「HEAVYMETAL MASTER」の10枚組ボックスセット